# Consejo sindical
Un Consejo Sindical (labour council, trades council o industrial council en inglés) es una asociación de sindicatos de rama o locales en una zona determinada. Lo más habitual es que represente a los sindicatos de un área geográfica determinada, ya sea a nivel de distrito, ciudad, región, provincia o estado. También puede estar basado en una industria particular más que en una zona geográfica, como por ejemplo el Consejo Marítimo de Austrialia, que coordinaba a los sindicatos marítimos y costeros implicados en la disputa marítima australiana de 1890.
Están afiliados a los consejos sindicales agrupaciones o uniones locales sindicales, y ocasionalmente otras organizaciones del movimiento obrero. Los consejos municipales o provinciales pueden contar con consejos regionales o de distrito, así como sindicatos. Algunos consejos restringen la participación a organizaciones que estén afiliadas a una central sindical nacional en particular, como ocurre con muchos de los consejos sindicales de nivel estatal de los Estados Unidos, que deben formar parte de la AFL-CIO.
Sus finanzas se obtienen habitualmente a través de las cuotas de afiliación, a menudo basadas en una tasa per cápita sobre el número de militantes de las organizaciones afiliadas. En Australia, los Trades and Labour Councils suelen tener sus propias sedes y oficinas, conocidas como Trades Hall (Casa Sindical), usándose dicho término como expresión coloquial para referirse Al propio Consejo Obrero o Consejo de las Casa Sindical.

## Nota sobre su uso
Los consejos sindicales son un fenómeno generalizado, pero se les dan nombres diferentes en las diversas zonas angloparlantes. Labour Council es el término más común en Canadá y Australia, Labor Council es utilizado en EE. UU. y Trades Council, Trades Union Council o Trades and Labour Council en el Reino Unido (y hasta recientemente estaba extendido su uso en Australia) y algunos otros países. Otro término utilizado en ocasiones es Industrial Council, como por ejemplo el Barrier Industrial Council de Broken Hill en Australia.
Las confederaciones nacionales de sindicatos, como el británico Trades Union Congress también pueden ser consideradas un consejo sindical, aunque el término suele implicar una organización local de base.

## Historia
Los Consejos Sindicales se formaron para afrontar la necesidad de coordinación de la actividad sindical en una región geográfica. Los ejemplos más remotos de esta forma organizativa pueden encontrarse en las guildas y casas de oficios que se desarrollaron en las ciudades europeas. Un ejemplo de ello es la histórica Glasgow Trades Hall, donde se encontraban 14 gremios de herreros, sastres, cordeleros, cerveceros, tejedores, panaderos, curtidores, artesanos, toneleros, carniceros, canteros, jardineros, barberos, sombrereros y pintores elegidos anualmente miembros de la Casa y presididos por el Diácono Coordinador de los Oficios:
«La Trades House de Glasgow fue creada en la época de la reforma del gobierno local de Glasgow en 1605. En aquél tiempo el electorado estaba básicamente dividido en dos grupos, los mercaderes y los artesanos. Las guildas o incorporaciones artesanales comprendían el artesanal Rango de Ciudadano bajo el liderazgo del diácono coordinador, a quien se dotaba de un consejo. Éste incluía a los líderes gremiales y es el cuerpo que hoy reconocemos como la Trade House».
La actividad sindical de finales del siglo XIX diseminó particularmente la constitución de Consejos Sindicales y Obreros a lo largo y ancho de Norteamérica, Australia y Gran Bretaña.
Algunos acontecimientos notables de la historia de los consejos fueron:
- 1791-1794: Construida la Glasgow Trades Hall para servir como salón público de reuniones para la Trades House and 14 Incorporated Crafts de la ciudad.
- 1834: Intento de constituir la Grand National Consolidated Trades Union en Gran Bretaña.
- 1848: Fundado el primer Consejo Sindical de Liverpool.
- 1856: Se forma la Casa Sindical de Melbourne, hoy conocida como Victorian Trades Hall Council.
- 1858: Fundados los consejos sindicales de Sheffield y Glasgow.
- 1859: Abre en mayo la Casa Sindical de Melbourne. Fundados los consejos de Edimburgo y Bolton.
- 1860: Fundados los consejos de Londres y Leeds.
- 1861: Fundado el Consejo Sindical de Dundee.
- 1864: Formado el Consejo Sindical de Manchester y Salford.
- 1868: Primer Trades Union Congress convocado por el Consejo Sindical de Manchester y Salford en Manchster, con invitaciones enviadas solo a «los consejos sindicales y otras federaciones similares de sociedades sindicales».
- 1871: Formado el Consejo Sindical y Obrero de Sydney.
- 1893: Se constituye el Consejo Obrero de San Francisco.
- 1895: El Trades Union Congress (Gran Bretaña) restringe a los sindicatos la afiliación a la central sindical, excluyendo a todos los consejos sindicales para evitar una representación duplicada.
- 1926: En Gran Bretaña, los consejos sindicales juegan un papel destacado en la organización de la huelga general de 1926.